# Ludność Sosnowca

## LudnośćSosnowca
- 1822 - 1 066
- 1880 - 9 302[1]
- 1897 - 36 307[1]
- 1902 - 61 000[1]
- 1905 - 60 944[2]
- 1906 - 63 048[2]
- 1908 - 80 710[3]
- 1911 - 98 748[1]
- 1913 - 114 458[4]
- 1914 - 118 475[1]
- 1921 - 86 497[1]
- 1926 - 100 445[1]
- 1931 - 109 454
- 1937 - 124 555[1]
- 1938 - 131 332[1]
- 1939 - 130 000[5]
- 1946 - 83 400[6]
- 1950 - 92 800[6]

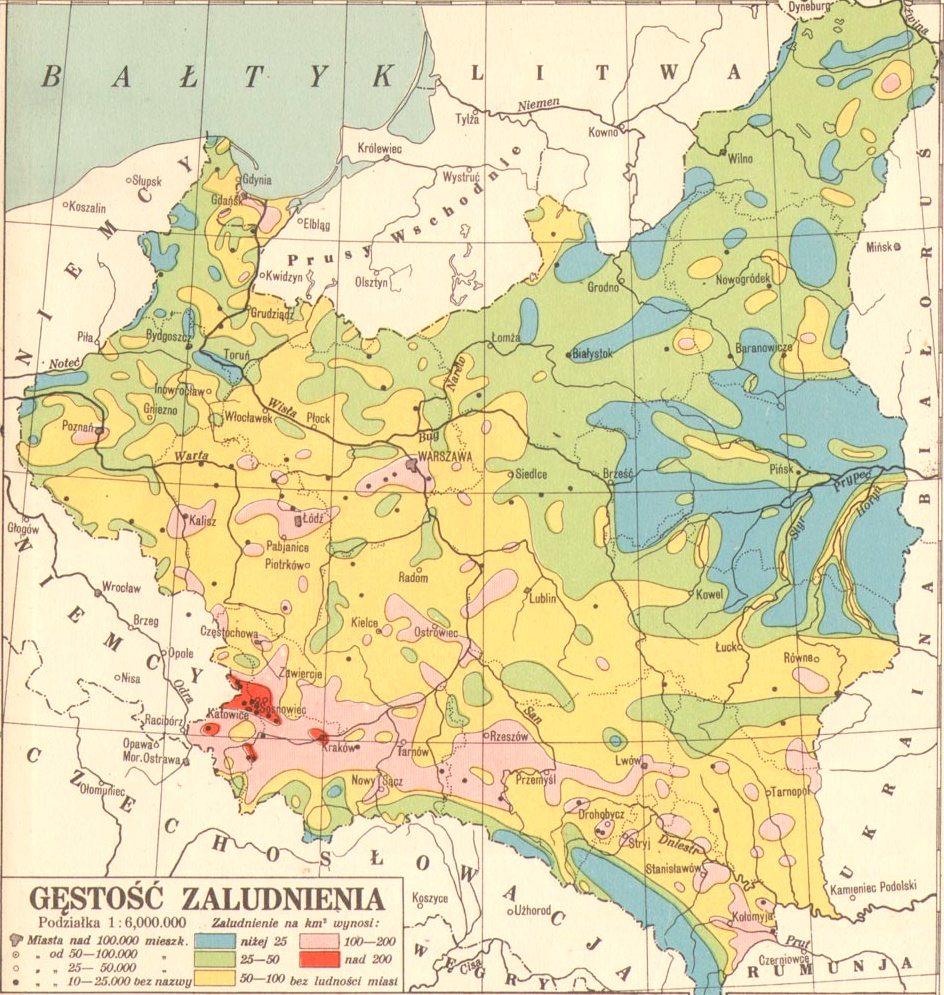
Polska, gęstość zaludnienia, 1931

- 1955 - 124 366 (włączono Niwkę i Jęzor)[7]
- 1956 - 124 130[8]
- 1957 - 122 645[9]
- 1960 - 131 700[10]
- 1961 - 134 100
- 1962 - 135 500
- 1963 - 137 300
- 1964 - 138 500
- 1965 - 139 759
- 1966 - 141 600
- 1967 - 142 100
- 1968 - 143 500
- 1969 - 144 400
- 1970 - 145 000[10]
- 1971 - 145 600[10]
- 1972 - 146 100[10]
- 1973 - 148 400[10]
- 1974 - 149 300
- 1975 - 195 691 (włączono Kazimierz Górniczy, Klimontów i Zagórze)[11]
- 1976 - 197 920[11]
- 1977 - 204 630[12]
- 1978 - 229 330 (spis powszechny)[13]
- 1979 - 241 651[14]
- 1980 - 246 082[1]
- 1981 - 251 916
- 1982 - 255 938
- 1983 - 252 023
- 1984 - 255 032
- 1985 - 256 450
- 1986 - 258 086
- 1987 - 259 580[15]
- 1988 - 258 607 (spis powszechny)
- 1989 - 259 269[16]
- 1990 - 259 353[16]
- 1991 - 259 025
- 1992 - 251 279
- 1993 - 250 398
- 1994 - 248 927
- 1995 - 247 499[17]
- 1996 - 246 313
- 1997 - 244 085
- 1998 - 244 102
- 1999 - 235 662
- 2000 - 234 486
- 2001 - 233 200
- 2002 - 231 541 (spis powszechny)
- 2003 - 229 989
- 2004 - 228 192
- 2005 - 226 034
- 2006 - 224 244[18]
- 2007 - 222 586[18]
- 2008 - 221 259
- 2009 - 219 300
- 2010 - 216 961
- 2011 - 215 262 (spis powszechny)
- 2012 - 213 513
- 2013 - 211 275[19]
- 2014 - 209 274[19]
- 2015 - 207 381[19]
- 2016 - 205 873
- 2017 - 204 013[20]
- 2018 - 202 036[20]
- 2019 - 199 974[20]
- 2020 - 194 438
- 2021 - 191 676
- 2022 - 189 178[21]
- 2023 - 187 115[22]

## Powierzchnia Sosnowca
- 1902 – 18,75 km²
- 1915 – 31 km²
- 1938 – 33 km²[5]
- 1953 – 42,3 km²
- 1957 – 42 km²[9]
- 1959 – 41,7 km²
- 1975 – 91,06 km²
- 1997 – 91,26 km²
- 2006 – 91,06 km²
- 2022 – 91,16 km²[21]

## Prognoza liczby mieszkańców na lata 2025–2060[23]
- 2025 – 182 966
- 2030 – 174 036
- 2035 – 163 259
- 2040 – 152 293
- 2045 – 141 762
- 2050 – 131 960
- 2055 – 122 852
- 2060 – 114 279